# چشمه‌زنگی (سنقر)
چشمه‌زنگی (سنقر)، روستایی از توابع بخش کلیائی شهرستان سنقر در استان کرمانشاه ایران است.

## جمعیت
این روستا در دهستان کیونات قرار دارد و براساس سرشماری مرکز آمار ایران در سال ۱۳۸۵، جمعیت آن ۱۲۴ نفر (۲۸خانوار) بوده‌است.